# Tcheng-čou
Tcheng-čou (čínsky pchin-jinem Téngzhōu, znaky zjednodušené 滕州, tradiční 滕州) je městský okres v Čínské lidové republice. Leží v městské prefektuře Cao-čuang v provincii Šan-tung. Má rozlohu 1 485 čtverečních kilometrů a zhruba půldruhého milionu obyvatel.

## Historie
V Období Jara a Podzimu byl na území současného Tcheng-čou stát Tcheng.

## Doprava
V Tcheng-čou je stanice na vysokorychlostní trati Peking — Šanghaj.